# Ontherus stridulator
Ontherus stridulator là một loài bọ cánh cứng trong họ Bọ hung (Scarabaeidae).